# هرایر خالاتیان
هرایر خالاتیان (ارمنی: Հրայր Խալաթյան; زاده ۱۹۲۹ - درگذشته ۱۰ ژوئیهٔ ۱۹۸۸) روزنامه‌نگار، مترجم، مقاله‌نویس، فعال اجتماعی، و سیاست‌مدار ارمنی‌تبار اهل ایران که نماینده مجلس خبرگان قانون اساسی (۱۹۷۹) و نماینده دوره نخست مجلس شورای اسلامی (۱۹۸۰-۱۹۸۴) بود.
خالاتیان روزنامه‌نگاری فعال با نگرش‌هایی پویا و نوگرا بود. وی تا آخرین لحظهٔ عمر از کوشش در جهت شناساندن نسل‌کشی ارمنی‌ها به جهانیان و افشای نخستین نسل‌کشی سازمان یافتهٔ قرن بیستم میلادی، به دست حکومتِ ترکان جوان (ترکیه)، فروگذار نکرد. نقش او در جای جای فرهنگ اجتماعی و سیاسی ارمنی، به ویژه، ارمنی‌های ایران و در عرصهٔ حیات ادبی و روزنامه‌نگاری، که به‌طور جدی آن را در روزنامه آلیک پی می‌گرفت، بی‌همتاست.

## زندگی‌نامه
هرایر خالاتیان فرزند گریگور در سال ۱۹۲۹ میلادی (۱۳۰۸ خورشیدی)، در خانواده‌ای ارمنی، در شهر کرمانشاه، به دنیا آمد. خانوادهٔ وی از جمله ارمنیانی بودند که از حوادث نسل‌کشی ارمنی‌ها ۱۹۱۵م. و کوچ اجباری جان سالم به در برده و از باش‌قلعه (آداماکرت) ارمنستان غربی به ایران گریخته بودند.
خالاتیان، از همان دوران نوجوانی، گرایشی فراوان به فعالیت‌های اجتماعی، فرهنگی و سیاسی داشت. نویسندگی را از سال‌های نوجوانی در تبریز آغاز کرد و پس از مهاجرت خانواده اش به تهران نیز این مسیر را ادامه داد. به علت نوع فعالیت‌هایش از دوران جوانی در محافل نوگرا و سیاسی فارسی‌زبانان شرکت مستمر و با بسیاری از فعالان اجتماعی و سیاسی هم دورهٔ خود آشنایی و همکاری نزدیک داشت. در این راستا، همکاری خود را با نشریات فارسی‌زبان نیز شروع کرد و به منزلهٔ روشنفکری با گرایش‌های سوسیالیستی مقاله‌هایی به زبان فارسی در نشریات فارسی‌زبان منتشر کرد. دیدگاه‌های خالاتیان او را در صف اول روشنفکران سوسیالیست ایران قرار داد؛ لذا در ۱۹۵۳ (کودتای ۲۸ مرداد ۱۳۳۲) همچون دیگر روشنفکران و مبارزان ایران ممنوع القلم و بارها بازداشت و دستگیر شد لیکن هیچ‌گاه از نظرات و دیدگاه‌های خود بازنگشت.

## فعالیت‌های ادبی
خالاتیان نخستین فعالیت‌ها و همکاری‌های خود را با روزنامهٔ آلیک از ۱۹۵۲ (۱۳۳۱) آغاز کرد و بیشترین همکاری را در طول حیات فرهنگی و روزنامه‌نگاری اش با همین روزنامه داشت. خالاتیان در بحبوحهٔ انقلاب اسلامی ایران سردبیری روزنامهٔ ارمنی زبان آلیک را بر عهده گرفت و تا زمانی که به منزلهٔ نمایندهٔ ارمنیان در مجلس خبرگان قانون اساسی انتخاب شد در این سمت باقی ماند.
از وی نزدیک به بیست عنوان کتاب و منظومه، که از زبان‌های فارسی، ارمنی و انگلیسی ترجمه یا تنظیم شده، برجای مانده. فقط، در روزنامهٔ آلیک، بیش از ۲۵۰ مقاله به قلم وی به چاپ رسیده است. او همچنین با مجله‌های «آزداگ»، «دروشاک» و «باگین»، چاپ لبنان، همکاری نزدیک داشت و چندین مقاله نیز از وی در این مجله‌ها به چاپ رسیده است.

## فعالیت‌های سیاسی
با مصوبهٔ شورای انقلاب، در ۱۹۷۹ (۱۲ مرداد ۱۳۵۸)، انتخابات مجلس خبرگان قانون اساسی برگزار شد که در آن ۷۳ نفر از کل کشور به اضافهٔ نمایندگان اقلیت‌های دینی انتخاب شدند. در این همه‌پرسی، هرایر خالاتیان با کسب ۵۴٫۴ درصد از مجموع آرا به مجلس خبرگان قانون اساسی راه یافت. در تصویب «اصل ۱۲ قانون اساسی جمهوری اسلامی ایران»، که موضوع آن دین رسمی ایران است، خالاتیان و موبد شهزادی (نمایندهٔ جامعهٔ زرتشتیان) با مباحثی که مطرح ساختند تلاش زیادی برای تثبیت حقوق اقلیت‌ها کردند.
دقت نظر و سرعت رسیدگی به امور ارمنیان کشور موجب شد که خالاتیان روزنامه‌نگار مورد اعتماد و اطمینان خاطر جامعه ارمنی قرار گیرد و در انتخابات نخستین دورهٔ مجلس نامزد ارمنیان تهران و شمال کشور شود. انتخابات دوره نخست مجلس شورای اسلامی در ۱۹۸۰ (۲۴ اسفند ۱۳۵۸) برگزار شد و دو نمایندهٔ ارمنی‌های ایران، هرایر خالاتیان و هراچ خاچاطوریان (از حوزهٔ انتخاباتی اصفهان و جنوب کشور) به مجلس راه یافتند. در این انتخابات، خالاتیان ۵۷٫۸ درصد آرا را به دست آورد و در گروه هفتم مجلس «کمیسیون مسائل اقتصادی و امور مالی» نیز عضویت یافت.

دوران نمایندگی خالاتیان در مجلس، همچون زمان نمایندگی اش در مجلس خبرگان قانون اساسی، بسیار پر افت و خیز بود. خالاتیان در طول دوران کاری‌اش از گزند گروه‌های معاند، مخصوصاً، حزب توده و عوامل برخی دولت‌های خارجی مصون نماند. در یکی از روزهای اگوست ۱۹۸۱ (تابستان ۱۳۶۰)، در «خیابان جلال آل‌احمد» تهران، هنگام رانندگی، با رگبار مسلسل مورد سوءقصد قرار گرفت که البته اگرچه زخمی شد و مدتی در یکی از بیمارستان‌های تهران بستری بود، به‌طور شگفت انگیری از توطئه جان سالم به در برد. در همین خصوص، اکبر هاشمی رفسنجانی در یادداشت‌های روز شنبه ۱۴ شهریور خود می‌نویسد: 
«آقای هرایر خالاتیان، نمایندهٔ ارمنیان در مجلس، هم که چند روز پیش مورد سوء قصد قرار گرفته بودن چشمشان آسیب دیده و مشکل تأمین مخارجی را که متحمل شده دارد…»

## درگذشت
هرایر خالاتیان، در سحرگاه ۱۰ ژوئیه ۱۹۸۸ (۱۹ تیر ۱۳۶۷) بر اثر عارضه قلبی در «بیمارستان مهر» تهران، درگذشت و در «آرامستان بوراستان» به خاک سپرده شد.

## ترجمه‌ها

### به فارسی
- سوسیالیزم کاربردی و اقتصاد مخلوط
- اسناد معاهدهٔ سِور
- مسائل ادبی
- بیزانس
- ارتباط داوینچی، بایرون و گورکی با ارمنیان
- ارمنیان در خاورمیانه (به قلم رابرت هیوزن)
- کوربی و ارمنیان
- اعیاد کلیسای ارمنی (نوشته آرداک مانوکیان، خلیفه‌گری تهران، ۱۹۷۳، چاپ وحید)
- ارتباطات ایرانیان و ارمنیان
- نشریات ارمنیان
- ارتش‌های مردمی و میلیتاریستی
- نقشهٔ ترکیه برای انهدام ارمنستان
- حکومت مستقل ارمنستان
- پیکار برای حقوق پایمال شدهٔ ملت ارمنی
- ۲۸ ماه مه
- حماسهٔ یپرم (به قلم آندره آموریان، جاویدان، بی تا، باهمکاری هوسپ مووسیسیان و آندره آموریان)

### به ارمنی
- آمریکا ـ آمریکا
- استراتژی جدید
- قتل‌عام ارمنیان از دیدگاه مسئلهٔ ارمنی
- فلسفهٔ تاریخ جدید